# 昭隆街

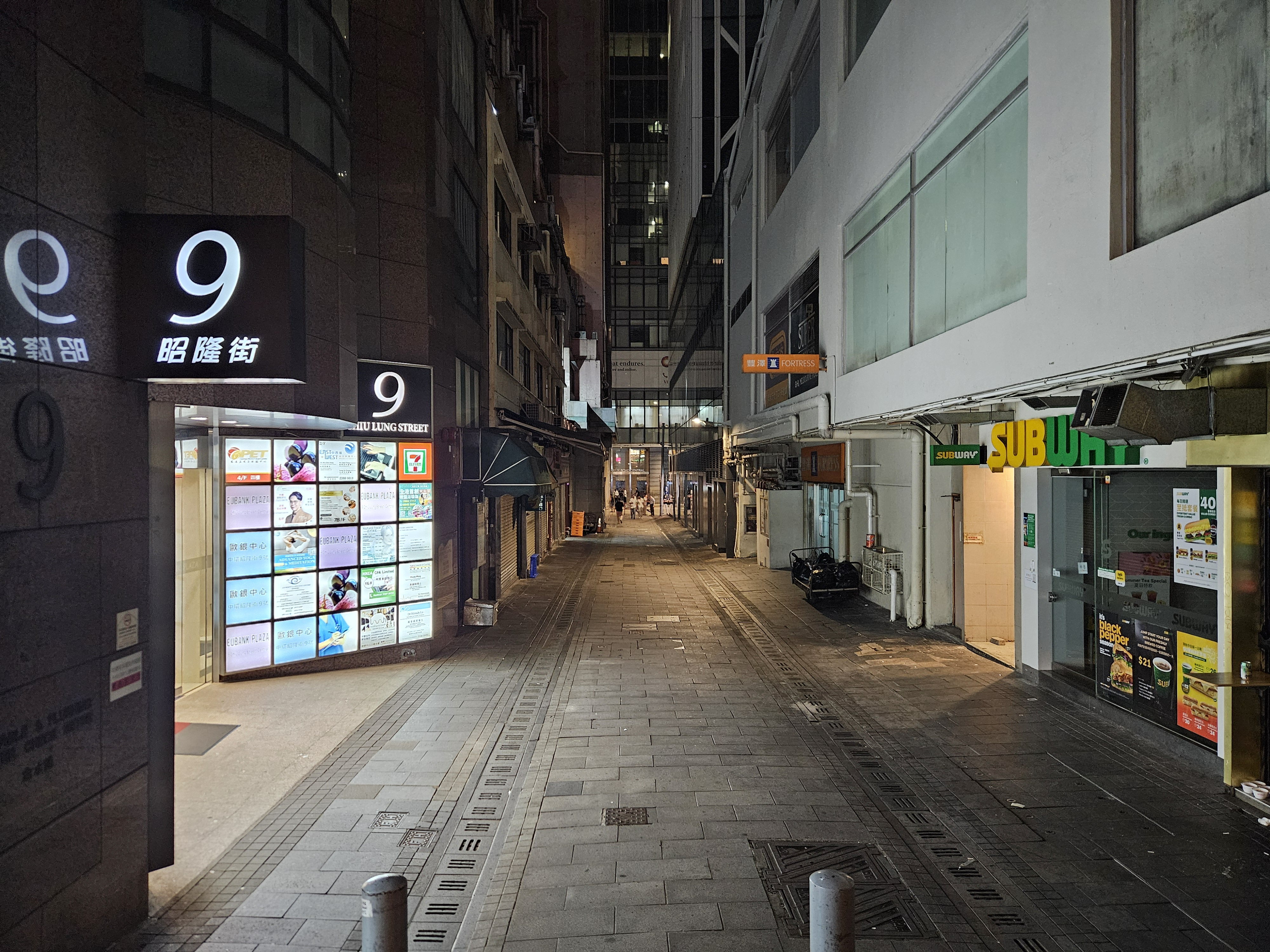
昭隆街夜貌

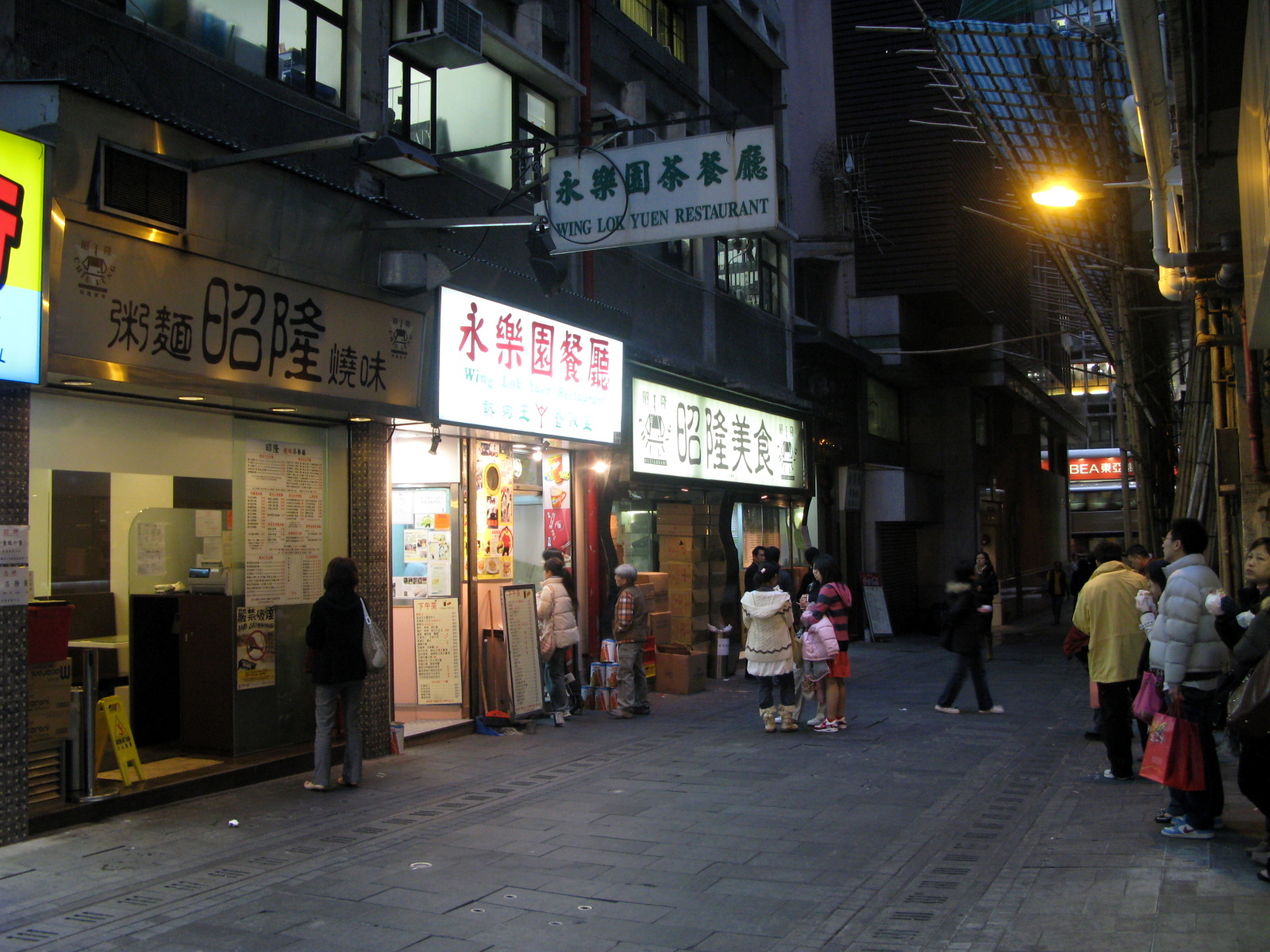
昭隆街著名的永樂園餐廳（2008年）

昭隆街（英語：Chiu Lung Street）是香港中環一條街道，北起德輔道中近盤谷銀行大廈及永安中區大廈，南至皇后大道中近余道生行及萬邦行，與其西的利源東街和其東的戲院里平行。街道以19世紀香港華商區德於當地設立的「昭隆泰商店」而得名。
昭隆街於2010年被當局劃為小販認可區之一，設有10個攤位。沿路設有不少商店和食店，例如華仁會電器行，以及以港式熱狗著名的永樂園餐廳。

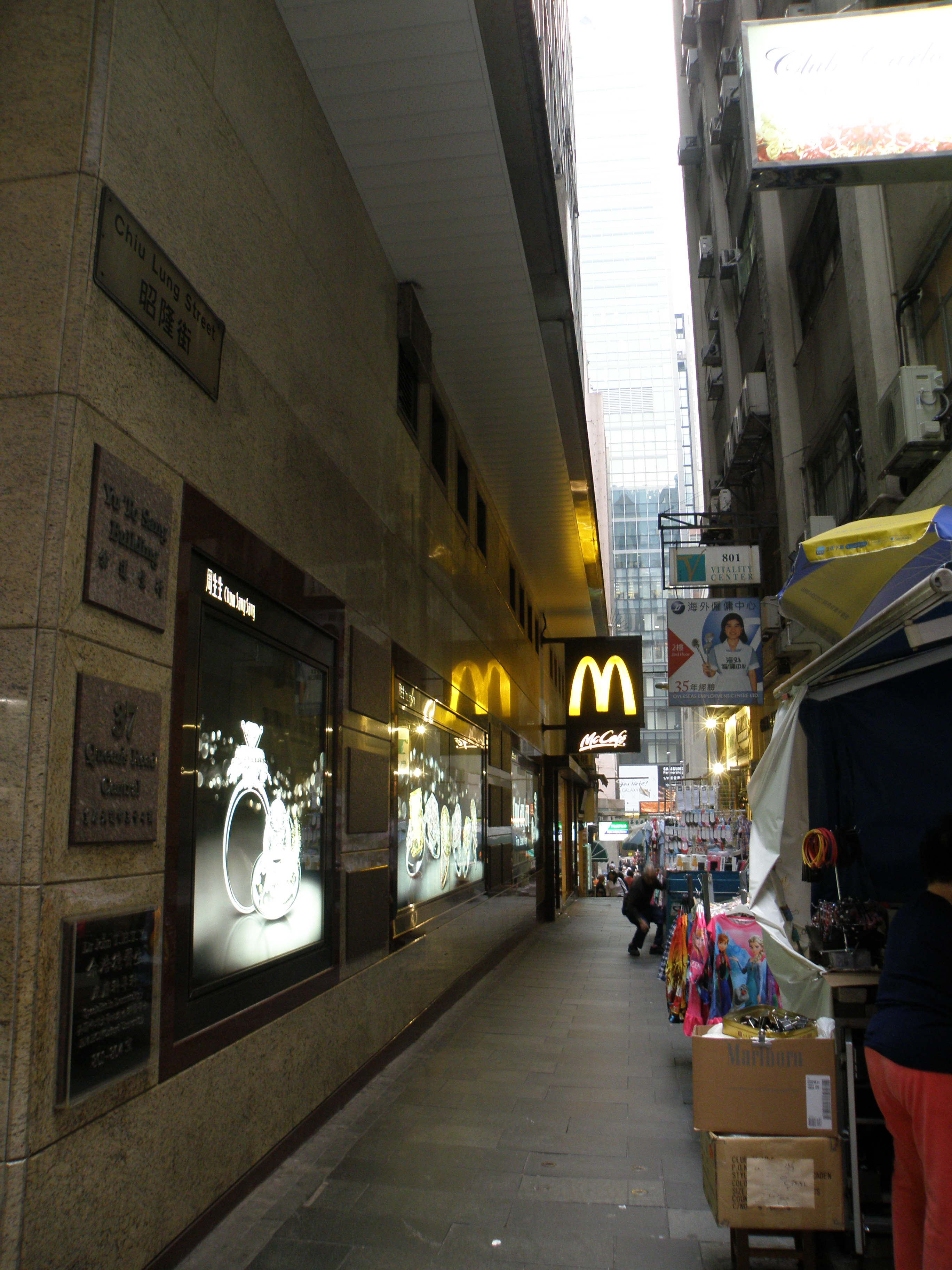
昭隆街北端南望（2014年）